# Angelo Bellei
Angelo Bellei (* 20. Jahrhundert; † 28. Mai 2012 in Modena) war ein italienischer Motorenkonstrukteur und Fahrzeugdesigner bei Ferrari.
Angelo Bellei entwickelte 1964 den ersten Ferrari-V8-Rennmotor. Das 90-Grad-DOHC-Triebwerk leistete bei einem Hubraum von 1487 cm³ 210 PS und kam im Ferrari 158 zum Einsatz. Mit dem 158er wurde John Surtees 1964 Formel-1-Weltmeister und die Scuderia gewann den Konstrukteurspokal.
Bellei blieb viele Jahre bei Ferrari und war ab 1984 als Projektleiter für die Entwicklung und den Bau des Ferrari Testarossa verantwortlich.